# Quercus willdenowiana
Quercus willdenowiana är en bokväxtart som först beskrevs av Leopold Dippel, och fick sitt nu gällande namn av Beissn., Schelle och Hermann Zabel. Quercus willdenowiana ingår i släktet ekar, och familjen bokväxter. Inga underarter finns listade i Catalogue of Life.